# Jean Devaivre
Jean Devaivre, född Jean Justin de Vaivre 18 december 1912 i Boulogne-Billancourt, Île-de-France, död 28 april 2004 i Villejuif, Île-de-France, var en fransk filmregissör och manusförfattare.

## Utmärkelser
Devaivre vann Guldleoparden 1949 för La Ferme des sept péchés.

## Filmografi i urval
- 1947 – Hämnaren från mörkret (regi)
- 1948 – La Ferme des sept péchés (regi)
- 1950 – Vendetta en Camargue (manus och regi)
- 1952 – En natt med Caroline (regi)
- 1953 – Alarm i söder (regi)
- 1954 – Le fils de Caroline Chérie (regi)
- 1956 – Polisen kammar noll (manus och regi)